# Cala d'Or
Cala d'Or is een badplaats, gelegen in de gemeente Santanyí, in het zuidoosten van het Spaanse eiland Mallorca. De plaats wordt jaarlijks door veel toeristen bezocht. Cala d'Or is ingedeeld in drie delen: het centrum van Cala d'Or, Cala Egos en Cala Ferrera. Er is een jachthaven met horecagelegenheden eromheen.

## Ligging
Cala d'Or ligt op ongeveer 65 kilometer van Palma de Mallorca. Het grenst aan twee andere dorpjes: Cala Llamp en Porto Petro, die vanuit Cala d'Or met het openbaar vervoer te bereiken zijn. Het centrum van Cala d'Or is deels autovrij. Er rijdt om het  uur een toeristentreintje tussen de verschillende stadsdelen en de stranden.

## Stranden
De kust van Cala d'Or bestaat voornamelijk uit kleine strandjes, verdeeld over vijf verschillende baaien (Cala's):
- Cala d'Or
- Cala Esmeralda
- Cala Ferrera
- Cala Serena
- Cala Gran